# Antonio Infantino (velocista)
Antonio Baldassare Infantino (Welwyn Garden City, 22 marzo 1991) è un velocista italiano.

## Biografia
Nato in Inghilterra da madre avellinese e padre agrigentino, si allena al Lee Valley Athletics Centre di Londra, dove è cresciuto sportivamente. È allenato da Ryan Freckleton.
Entrato in nazionale italiana nel 2016, ha partecipato lo stesso anno agli Europei di Amsterdam sulla distanza dei 200 metri piani, fermandosi alle semifinali.
Nel 2017, ai campionati italiani assoluti di Trieste, è arrivato secondo nei 200 metri piani alle spalle di Fausto Desalu, mentre due anni più tardi, a Bressanone, si è laureato per la prima volta campione italiano assoluto della specialità con il tempo di 20"84.
Ha quindi partecipato ai Mondiali di Doha 2019, non riuscendo a superare le batterie di qualificazione dei 200 metri piani.
Nel 2020, a Padova, ha conquistato il suo secondo titolo italiano assoluto, vincendo la gara dei 200 metri piani in 20"71.
L'atleta è stato squalificato per 3 anni a seguito della positività al doping riscontrata il 27 giugno 2022. Il provvedimento della misura cautelare da parte del Tribunale Nazionale Antidoping era scattato il 15 dicembre 2021. Ad Infantino sono stati contestati due articoli del Codice antidoping, il 2.1, ovvero «la presenza di una sostanza vietata o dei suoi metaboliti o marker nel campione biologico dell'atleta», e il 2.2, ovvero «l'uso o tentato uso di una sostanza vietata o di un metodo proibito da parte dell'atleta».

## Progressione

### 100 metri piani
| Stagione | Tempo | Luogo             | Data      | Rank. Mond. |
| -------- | ----- | ----------------- | --------- | ----------- |
| 2021     | 10"31 | Clermont          | 4-4-2021  |             |
| 2020     | 10"41 | La Chaux-de-Fonds | 15-8-2020 |             |
| 2019     | 10"26 | Gainesville       | 27-4-2019 |             |
| 2018     | 10"37 | Clermont          | 28-4-2018 |             |
| 2017     | 10"36 | Londra            | 7-5-2017  |             |
| 2016     | 10"39 | Londra            | 20-7-2016 |             |

### 200 metri piani
| Stagione | Tempo | Luogo             | Data      | Rank. Mond. |
| -------- | ----- | ----------------- | --------- | ----------- |
| 2021     | 20"48 | Clermont          | 4-4-2021  |             |
| 2020     | 20"50 | La Chaux-de-Fonds | 15-8-2020 |             |
| 2019     | 20"41 | Londra            | 22-5-2019 |             |
| 2018     | 20"65 | Clermont          | 28-4-2018 |             |
| 2017     | 20"59 | Ginevra           | 10-6-2017 | 137º        |
| 2016     | 20"53 | Londra            | 20-7-2016 | 127º        |

## Palmarès
| Anno | Manifestazione  | Sede      | Evento      | Risultato  | Prestazione | Note |
| ---- | --------------- | --------- | ----------- | ---------- | ----------- | ---- |
| 2016 | Europei         | Amsterdam | 200 m piani | Semifinale | 20"93       |      |
| 2019 | Mondiali        | Doha      | 200 m piani | Batteria   | 20"89       |      |
| 2021 | Giochi olimpici | Tokyo     | 200 m piani | Batteria   | 20"90       |      |

## Campionati nazionali
- 2 volte campione italiano assoluto dei 200 metri piani (2019, 2020)

2016
- 4º ai campionati italiani assoluti (Rieti), 200 m piani - 20"81

2017
- Argento ai campionati italiani assoluti (Trieste), 200 m piani - 20"51 w

2019
- Oro ai campionati italiani assoluti (Bressanone), 200 m piani - 20"84
- Oro ai campionati italiani assoluti (Bressanone), 4×100 m - 40"92

2020
- Oro ai campionati italiani assoluti (Padova), 200 m piani - 20"71
- Oro ai campionati italiani assoluti (Padova), staffetta 4x100 m - 41"25

2021
- Argento ai campionati italiani assoluti (Rovereto), 200 m piani - 20"96

## Altre competizioni internazionali
2017
- 10º (q) nella Super League degli Europei a squadre ( Villeneuve-d'Ascq), 200 m piani - 21"29